# جان دوپره
جان دوپره (به انگلیسی: John A. Dupré)، (زاده ۳ ژوئیه ۱۹۵۲) فیلسوف علم بریتانیا است. او مدیر اگنیس، مرکز مطالعات علوم زیستی، و استاد فلسفه در دانشگاه اکستر است. حوزه کاری اصلی دوپره در فلسفه زیست‌شناسی، فلسفه علوم اجتماعی و فلسفه عمومی علم است. او همراه با نانسی کارترایت، ایان هکینگ، پاتریک سوپس و پیتر گالیسون، به‌عنوان «مکتب فلسفه علم استنفورد» گروه‌بندی می‌شوند. دوپره در سال ۲۰۲۳ به عضویت انجمن فیلسوفان آمریکا انتخاب شد.

## تحصیلات و شغل
دوپره در دانشگاه آکسفورد و دانشگاه کمبریج تحصیل کرد و قبل از نقل مکان به اکستر در آکسفورد، دانشگاه استنفورد و بیرکبک، دانشگاه لندن تدریس کرد.
در سال ۲۰۱۰ به پاس قدردانی از کارش در داروینیسم، به‌عنوان عضو انجمن آمریکایی برای پیشرفت علم انتخاب شد. او رئیس سابق انجمن بریتانیایی برای فلسفه علم است. در سال ۲۰۱۸ به‌عنوان معاون رئیس (و رئیس منتخب) انجمن فلسفه علم (ایالات متحده آمریکا) انتخاب شد. در سال ۲۰۲۰ نیز به‌عنوان عضو فرهنگستان هنر و علوم آمریکا انتخاب شد.

## کار فلسفی

### متافیزیک کثرت‌گرا
دوپره از یک مدل کثرت‌گرایانه علم در مقابل تصور رایج تقلیل‌گرایی حمایت می‌کند. تقلیل‌گرایی فیزیکی نشان می‌دهد که همه علوم ممکن است به‌دلیل پیوندهای علّی یا جزءشناختی که بین اشیاء مورد مطالعه در علوم عالی و اشیاء مورد مطالعه فیزیک حاصل می‌شود، به تبیین‌های فیزیکی تقلیل یابد. برای مثال، یک تقلیل‌گر فیزیکی، حقایق روان‌شناختی را قابل تقلیل به واقعیت‌های عصبی می‌داند، که به نوبه خود به واقعیت‌های بیولوژیکی قابل تقلیل هستند. همین‌طور زیست‌شناسی را می‌توان بر حسب شیمی توضیح داد و شیمی را می‌توان بر اساس تبیین فیزیکی توضیح داد. درحالی‌که تقلیل‌گرایی از این نوع، موضعی رایج در میان دانشمندان و فیلسوفان است، دوپره پیشنهاد می‌کند که چنین تقلیلی امکان‌پذیر نیست، زیرا جهان ساختاری ذاتاً کثرت‌گرایانه دارد.

### تعین‌گرایی
یک استدلال کلاسیک برای تقلیل‌گرایی بر مفهوم خاصی از علیت تکیه دارد که بر اساس آن هر رویداد باید یک علت فیزیکی کافی داشته باشد؛ بنابراین فعل و انفعالات فیزیکی برای توضیح همه تعاملات علّی کافی است. بر اساس این فرض، با توجه به این‌که شرایط فیزیکی همه کار علّی را انجام می‌دهد، حقایق روانی یا زیستی باید به نفع واقعیات فیزیکی قابل حذف باشند. این باعث می‌شود که همه شرایط غیرفیزیکی دیگر به‌طور علّی زائد باشند.
دوپره سعی می‌کند با رد تعین‌گرایی، و این فرض که برای هر رویداد یک علت فیزیکی وجود دارد، از این مشکل فرار کند. دوپره به جای تعین‌گرایی، مفهومی از علیت نامعین و احتمالی را پیشنهاد می‌کند. ایده‌های او تحت‌تأثیر نانسی کارترایت است.

### فلسفه زیست‌شناسی
دوپره یکی از منتقدان بزرگ برنامه‌های تحقیقات بیولوژیکی در جامعه علوم زیستی است. او داستان‌های تکامل-بیولوژیکی و چگونگی ارتباط آن‌ها در زیست‌جامعه‌شناسی و روان‌شناسی فرگشتی را نقد می‌کند. دوپره استدلال می‌کند که چنین پروژه‌هایی باید در حد حدس و گمان باقی بمانند و پیش‌داوری‌های محققان را به‌عنوان شرایط موجود در جهان منعکس کنند.
دوپره همچنین به مدیریت آرایه‌شناسی بیولوژیکی می‌پردازد. طبقه‌بندی‌ها و آرایه‌شناسی‌های بیولوژیکی توسط انسان انجام می‌شود و بنابراین قابل انتقاد و اصلاح است. این در مورد طبقه‌بندی انسان‌ها - برای مثال از بعد نژاد یا جنسیت - صدق می‌کند. استدلال‌های دوپره در این زمینه منعکس‌کننده احساسات و انتقادات زیست‌شناس تکاملی استفان جی گولد است.

## آثار
- بی‌نظمی اشیاء؛ مبانی متافیزیکی عدم وحدت علم. انتشارات دانشگاه هاروارد، کمبریج (ماساچوست) ۱۹۹۳، شابک ‎۰-۶۷۴-۲۱۲۶۰-۶.
- طبیعت انسان و حدود علم. انتشارات کلرندون، آکسفورد ۲۰۰۳، شابک ‎۰-۱۹-۹۲۴۸۰۶-۰.
- انسان و سایر حیوانات. انتشارات کلرندون، آکسفورد ۲۰۰۲، شابک ‎۰-۱۹-۹۲۴۷۰۹-۹.
- میراث داروین: تکامل امروز چه معنایی دارد. آکسفورد: انتشارات دانشگاه آکسفورد، ۲۰۰۵، شابک ‎۹۷۸-۰-۱۹-۲۸۰۳۳۷-۵.
  - میراث داروین: ترجمه آلمانی Darwins Vermächtnis, Suhrkamp, Frankfurt/M. 2005، شابک ‎۹۷۸-۳-۵۱۸-۲۹۵۰۴-۵.
  - میراث داروین: ترجمه اسپانیایی El legado de Darwin. Qué significa hoy la evolución، بوئنوس آیرس/مادرید، Katz editores SA، ۲۰۰۶، شابک ‎۹۷۸-۸۴-۹۶۸۵۹-۱۰-۴.
- علم بدون ارزش: ایده‌آل یا توهم (با هارولد کینکید و آلیسون ویلی). نیویورک: انتشارات دانشگاه آکسفورد، ۲۰۰۷، شابک ‎۹۷۸-۰-۱۹-۵۳۰۸۹۶-۹.
- مؤلفه‌های زندگی (سخنرانی‌های اسپینوزا). آمستردام: ون گورکوم، ۲۰۰۸، شابک ‎۹۷۸-۹۰-۲۳۲-۴۳۸۰-۹.
- با اس‌بی بارنز، ژنوم‌ها و آنچه باید از آن‌ها بسازید. شیکاگو: انتشارات دانشگاه شیکاگو، ۲۰۰۸، شابک ‎۹۷۸-۰-۲۲۶-۱۷۲۹۵-۸.
- با اس. پری، طبیعت پس از ژنوم. آکسفورد: ویلی بل‌کول، ۲۰۱۰، شابک ‎۹۷۸-۱-۴۴۴۳-۳۳۹۶-۱.
- فرآیندهای زندگی: مقالاتی در فلسفه زیست‌شناسی. انتشارات دانشگاه آکسفورد، ۲۰۱۲.
- با دی جی نیکلسون همه چیز جریان دارد: به‌سوی فلسفه فرآیندی زیست‌شناسی. انتشارات دانشگاه آکسفورد، ۲۰۱۸.